# Eunectes notaeus
Espèce
Synonymes
- Eunectes wieningeri Steindachner, 1903

Statut de conservation UICN

 LC  : Préoccupation mineure
Statut CITES
Eunectes notaeus est une espèce de serpents de la famille des Boidae. En français il est nommé Anaconda jaune, Anaconda du Paraguay ou Anaconda curiyú.

## Répartition
Cette espèce se rencontre :
- en Bolivie ;
- au Paraguay ;
- au Brésil dans les États du Mato Grosso, du Mato Grosso do Sul, du Rio Grande do Sul, du Paraná et de São Paulo ;
- en Uruguay ;
- en Argentine dans les provinces de Corrientes, Chaco, Entre Rios, Formosa, Misiones et Santa Fe.

## Description

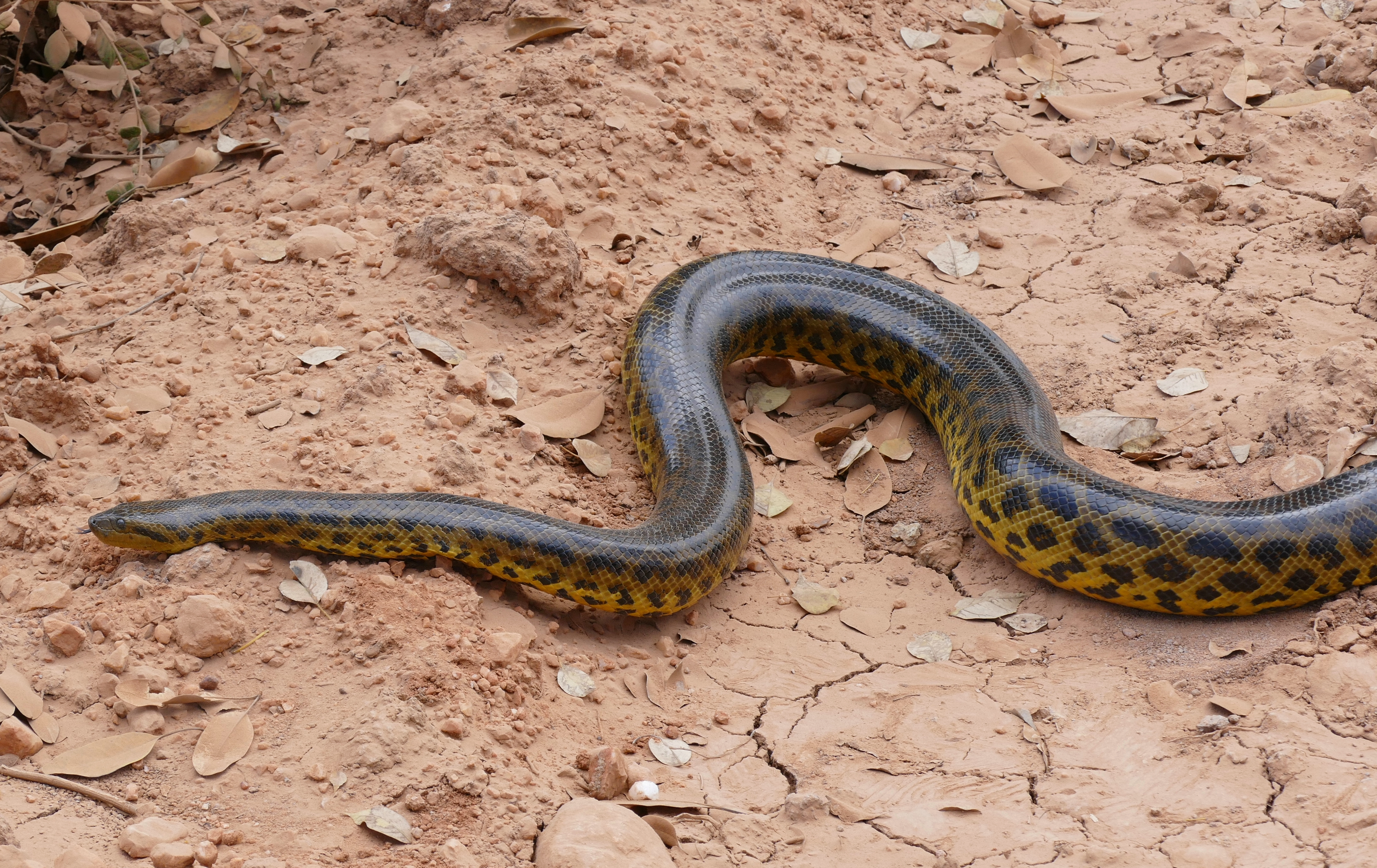
Eunectes notaeus (Mato Grosso, Brésil)

L'anaconda jaune se démarque de l'anaconda vert (Eunectes murinus) par sa plus petite taille, en général 2 m à 3 m. Les plus grands spécimens atteignent 4 ou 5 mètres.
Eunectes notaeus vit de manière semi-aquatique et semi-arboricole.

## Captivité
En Argentine, il est parfois utilisé pour débarrasser les habitations rurales des rats et autres rongeurs.
En France, son élevage nécessite un certificat de capacité car il est cité par l'arrêté ministériel du 10 août 2004 comme étant une espèce dangereuse. Malgré cela, les conditions sont quasiment les mêmes que pour l'élevage de l'anaconda vert.

## Publication originale
- Cope, 1863 "1862"  : Synopsis of the species of Holcosus and Ameiva, with diagnoses of new West Indian and South American Colubridae. Proceedings of the Academy of Natural Sciences of Philadelphia, vol. 14, p. 60-82 (texte intégral).